# János Pintér
János Pintér (ur. 28 listopada 1936 w Budapeszcie, zm. 14 września 2021 tamże) – węgierski lekkoatleta, specjalizujący się w biegach długodystansowych, uczestnik letnich igrzysk olimpijskich w Tokio (1964).

## Sukcesy sportowe
- mistrz Węgier w biegu na 5000 m – 1963[2]

| Rok  | Miasto | Zawody                      | Konkurencja     | Wynik       |
| ---- | ------ | --------------------------- | --------------- | ----------- |
| 1961 | Sofia  | letnia uniwersjada          | bieg na 5000 m  | złoty medal |
| 1964 | Tokio  | letnie igrzyska olimpijskie | bieg maratoński | 37. miejsce |

## Rekordy życiowe
- bieg na 5000 m – 13:58,6 – 1967
- bieg na 10 000 m – 28:47,4 – 1967
- bieg maratoński – 2:16:34 – 1968